# Termkalkül
Als Termkalkül bezeichnet man in der mathematischen Logik jenen Kalkül, mittels welchem man alle korrekten Terme über einem Alphabet erzeugen kann.
Sei dazu {\displaystyle A_{S}} ein Alphabet mit zugehöriger Symbolmenge {\displaystyle S}.  {\displaystyle S}-Terme sind dann genau jene Zeichenreihen, die man durch endlichmalige Anwendung der folgenden Regeln erzeugen kann.
1. Jede Variable ist ein  {\displaystyle S}-Term.
2. Jede Konstante aus  {\displaystyle S} ist ein  {\displaystyle S}-Term.
3. Sind die Zeichenreihen  {\displaystyle t_{1},\ldots ,t_{n}} {\displaystyle S}-Terme, und ist {\displaystyle f} ein {\displaystyle n}-stelliges Funktionssymbol aus  {\displaystyle S}, so ist auch  {\displaystyle ft_{1},\ldots ,t_{n}} ein  {\displaystyle S}-Term.

Ist umgekehrt eine beliebige Zeichenreihe über  {\displaystyle A_{S}} gegeben, so kann man mittels des Kalküls feststellen, ob diese ein  {\displaystyle S}-Term ist, indem man die Regeln des Kalküls in umgekehrter Richtung anwendet.

## Beispiele
Gegeben sei ein Alphabet mit der Symbolmenge {\displaystyle S=\lbrace f,g,c\rbrace }. {\displaystyle f} sei ein einstelliges Funktionssymbol, {\displaystyle g} ein zweistelliges Funktionssymbol, und {\displaystyle c} eine Konstante. Nach dem Kalkül ist die Zeichenreihe
{\displaystyle gv_{0}fc}
ein  {\displaystyle S}-Term. Nach Regel 1 ist nämlich {\displaystyle v_{0}} ein  {\displaystyle S}-Term. Nach Regel 2 ist {\displaystyle c} ein  {\displaystyle S}-Term. Aus Regel 3 angewandt auf {\displaystyle f} und {\displaystyle c} folgt, dass auch {\displaystyle fc} ein  {\displaystyle S}-Term ist. Nochmaliges Anwenden von Regel 3 auf {\displaystyle g}, {\displaystyle v_{0}}, und {\displaystyle fc} liefert, dass auch die obige Zeichenreihe ein  {\displaystyle S}-Term ist. Durch Setzen von Klammern kann man das verdeutlichen:  {\displaystyle gv_{0}fc=g(v_{0}f(c))}.
Dagegen ist die Zeichenreihe
{\displaystyle gv_{0}fcc}
kein  {\displaystyle S}-Term. Sie beginnt mit dem zweistelligen Funktionssymbol g. Entfernte man das Symbol g aus der Zeichenreihe, so müsste die verbliebene Zeichenreihe v0fcc aus genau zwei hintereinander geschriebenen  {\displaystyle S}-Termen bestehen. Das nächste Zeichen ist v0, welches nach Regel 1 ein  {\displaystyle S}-Term ist. Somit müsste fcc ein  {\displaystyle S}-Term sein. Da aber auf das einstellige Funktionssymbol f zwei Konstanten (= {\displaystyle S}-Terme) folgen, ist das nicht der Fall.